# Campyloneurus itea
Campyloneurus itea är en stekelart som först beskrevs av Cameron 1897.  Campyloneurus itea ingår i släktet Campyloneurus och familjen bracksteklar. Inga underarter finns listade.